# Fond de investiții
Un fond de investiții este o instituție de investiții colective în instrumente financiare. Ea colectează fondurile financiare ale mai multor investitori, persoane fizice sau juridice, și achiziționează diverse active (acțiuni, obligațiuni, instrumente financiare derivate etc.).

## Clasificare
Fondurile de investiții sunt clasificate în două mari categorii:
- Fonduri Deschise de Investiții - FDI, cunoscute la nivel internațional sub denumirea de Open End Funds - OEF sau mai potrivit directive Europene 85/611 cu numele de Undertakings for Collective Investment in Transferable Securities - UCITS.
- Fonduri Închise de Investiții cunoscute la nivel internațional de Closed End Funds sau Non UCITS

Fondurile de investiții din România sunt denumite organisme de plasament colectiv (OPC) și clasificate de Comisia Națională a Valorilor Mobiliare astfel: 
- organisme de plasament colectiv în valori mobiliare (OPCVM), aici fiind integrate toate fondurile deschise
- alte organisme de plasament colectiv (AOPC), aici fiind integrate toate fondurile închise

Ce sunt FDI-urile?

Fondurile Deschise de Investiții (FDI) sunt o modalitate de plasament a resurselor financiare acumulate de la mai multe persoane, numite Investitori. Banii strânși sunt investiții de catre administratorul fondului (SAI – Societate de Administrare de Investiții), în funcție de politica de investiții stabilită în prospectul fondului, de la instrumente de pe piața monetară, obligațiuni de stat sau ale corporațiilor, acțiuni de pe bursă până la alte valori mobiliare agreate de catre CNVM (Comisia Națională a Valorilor Mobiliare) FDI –urile sunt modalități de investiții foarte utilizate in tarile dezvoltate, insa mai putin in Europa de Est, unde se stie mai putin despre fondurile de investiții. În România, reputația fondurilor de investiții a fost afectată în anii tranziției de evenimentele mai puțin fericite precum cazul FNI sau FNA. De atunci, populația a rămas cu impresia greșită ca orice investiție în fonduri presupune pierderi. În prezent, fondurile sunt supuse unei supravegheri triple: depozitar, auditor și CNVM. Astfel, au fost eliminate riscurile de fraudă. De asemenea, prin reglementările legislative sunt impuse limite de expunere pe acțiuni, obligațiuni, depozite, etc. Așadar, un fond are expuneri pe mai multe bănci, emitenți, pentru o dispersie cât mai mare a riscului. De asemenea, comunicarea continuă și transparența fac accesibilă urmărirea evoluțiilor plasamentelor efectuate.

Deosebiri între Fonduri Deschise de Investiții și Fonduri Închise de Investiții

Diferența dintre fondurile închise de investiții și cele deschise constă în faptul că în cazul celor din urmă emisiunea de unități de fond se face continuu, atâta timp cât fondul există, iar investitorii pot să investească permanent, atât cei noi, cât si cei deja existenți. Fondurile închise, în schimb emit unități de fond la început și tocmai de aceea se adresează unui număr limitat de investitori.

Ce sunt unitățile de fond?

Deținerea de către o persoană a unei unități de fond reprezintă deținere de capital în activele nete ale Fondului. Achiziționarea de unități de fond reprezintă modalitatea de a investi în Fond, iar valoarea unității de fond se modifică în fiecare zi, în funcție de valoarea activului net al Fondului. Acesta variază de la o zi la alta în funcție de numărul de vânzări și răscumpărări realizate în acea zi. Prețul unei unități de fond este denumit în limbaj specializat VUAN (Valoarea Unitară a Activului Net). VUAN –ul este calculat împărțind Activul Net la numărul de unități de fond existente.

Răscumpărarea unităților de fond 

Investitorii în FDI –uri pot să își retragă suma investită oricând, parțial sau complet printr-o cerere de răscumpărare. Lipsa unei date scadente reprezintă unul dintre avantajele investiției în astfel de fonduri.

Ce reprezintă un SAI?

SAI – Societatea de Administrare a Investiției este persoana juridică, constituită sub forma unei societăți pe acțiuni, care funcționează numai în baza unei autorizații din partea C.N.V.M. (Comisiei Naționale a Valorilor Mobiliare).

## Vezi și
- Investiții de capital